# Hyundai Atos
La Hyundai Atos è una superutilitaria prodotta dalla casa automobilistica coreana Hyundai dal 1997 al 2008 per la maggior parte dei mercati. In India, dove veniva prodotta, è rimasta in vendita sino al 2014.

## Storia

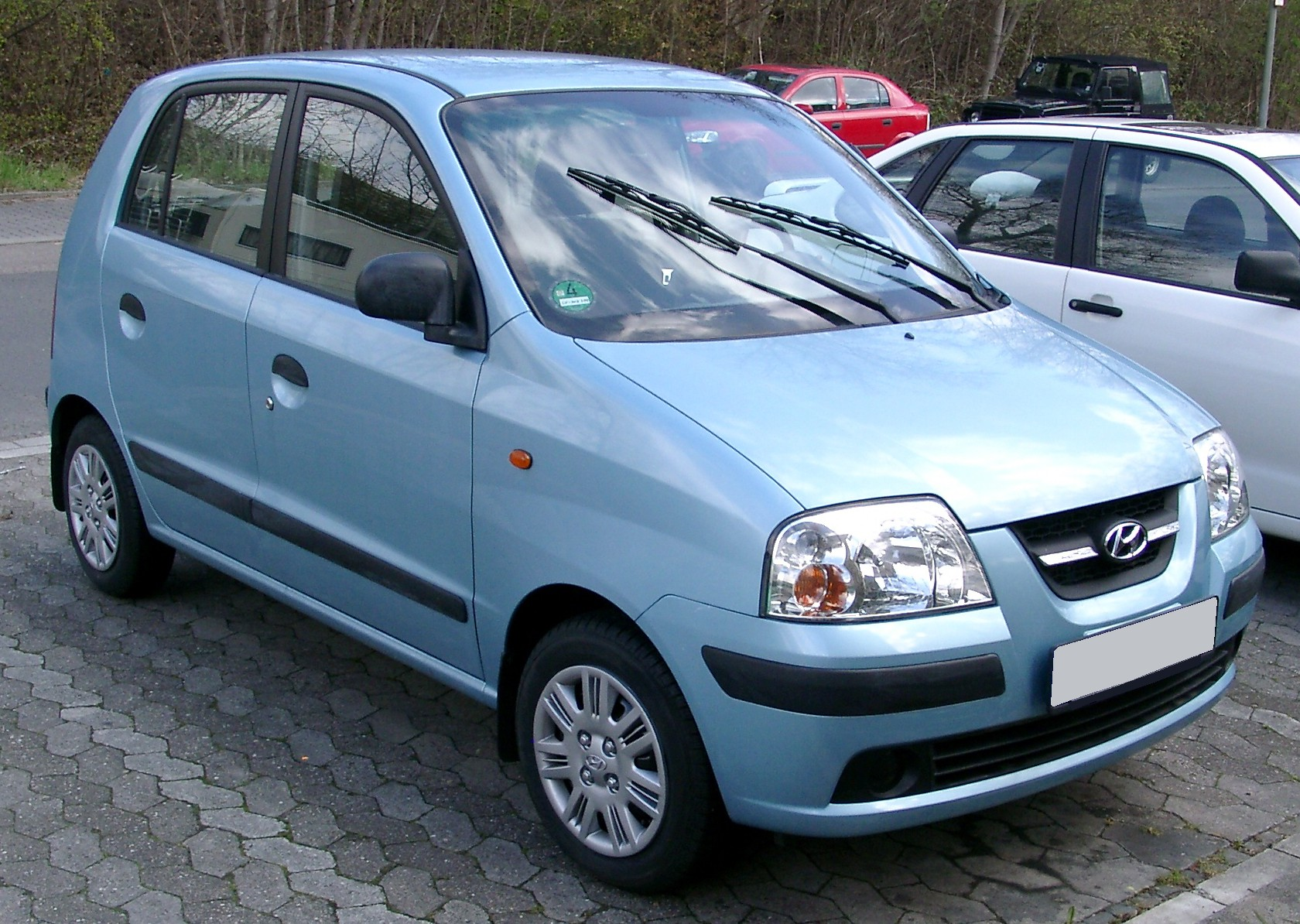
Hyundai Atos Prime ristilizzata

L'auto è stata lanciata nel 1997 (nel 1998 in Italia) e presentava una linea alquanto originale, che racchiudeva un abitacolo molto spazioso; l'auto era infatti molto alta per la sua lunghezza (circa 158 cm di altezza per circa 350 cm di lunghezza) e aveva una linea che risultava poco piacevole ai più.
L'unico motore previsto per questo modello era un 999 cm³ con 4 cilindri, 12 valvole e 54 cavalli, ma il suo punto forte era proprio l'abitabilità, realizzata grazie alla grande altezza dell'auto, le cinque porte e un portellone posteriore apribile a tutta larghezza. Il tutto era unito all'economia d'esercizio e al basso costo dell'auto. 
Due anni più tardi, a partire dal 1999, venne commercializzata la Hyundai Atos Prime, una versione leggermente più bassa (con conseguente migliore stabilità e aerodinamica) e con forme e caratteristiche più simili alle auto della sua categoria e meglio rifinita, quindi si posizionava leggermente più in alto nel listino rispetto alla Atos originaria, che rimase in produzione con una gamma sfoltita. La Atos Prime monta motore 1.1 con 60 cv di potenza.
Nel 2008 è stata introdotta nei mercati l'erede Hyundai i10, con la quale però condivide i listini in alcuni mercati.
In dieci anni di produzione, dal 1998 al 2008, in Italia sono state vendute circa 170 000 tra Atos e Atos Prime.

## Strategie di marketing
La Atos è presente in svariati mercati sotto diversi nomi e in diverse case automobilistiche.
- Hyundai Amica, così chiamata nel mercato del Regno Unito
- Hyundai Santro, per i mercati indiani e pakistani
- Dodge Atos, in Messico
- Kia Visto, in Indonesia e Corea del Sud

La prima versione della Atos venne commercializzata in molti mercati con il nome Atoz, compreso quello britannico.